# Димитър Македонски (Емборе)
Вижте пояснителната страница за други личности с името Димитър Македонски.
Димитър Василев, известен като Македонски, е български просветен деец, публицист, общественик и революционер, член на Македонския комитет.

## Биография

### Дейност до Освобождението
Роден е през 1847/1848 година в кайлярското село Емборе, тогава в Османската империя. Син на цариградски градинар. Първи братовчед е на Христо, Наум и Никола Върбенови. Завършва основното гръцко училище в Емборе и заминава при баща си, който е гурбетчия в Цариград. Учи във Великата народна школа, а по-късно във френски лицей и в българското училище при църквата „Свети Стефан“. Македонски е радетел за въвеждане на говоримия български език в училищата, църквата и литературата. В Цариград за две години издава три учебника, отпечатани в печатница „Македония“ – в 1867 година „Букварь за употрѣбеніе въ македонскыте училища“ заедно с охридчанина Димитър Узунов и „Кратка священна исторія за училища-та по Македоніѭ (на македонско нарѣчіе)“, а в 1868 година – „Скратенъ православенъ катехизисъ“, от които е запазен само екземпляр от втория.
Преподава гръцки език във Влахоклисура в 1867 година, но поради конфликт с местните власти е принуден по съдебен път да си търси парите. Учителства в Струга, Битоля (1868 – 1869) и Воден (1869 – 1870). Като воденски български учител заедно с Георги Гогов е делегат от Воденската епархия на Първия църковно-народен събор в 1871 година и участва активно при конституирането на Българската екзархия, като настоява за приемане на делегатите от спорните епархии и за избор на архимандрит хаджи Павел Божигробски за воденски владика. Пише във вестник „Македония“, където в 1871 година публикува важната статия „По македонския въпрос“, в която потвърждава българската национална и езикова принадлежност на славянското население в Македония:
| „ | Македонцытѣ не сѫ цинцари, нито другъ нѣкой народь, но чисты Българы... | “ |

В 1871 – 1872 година е учител в Българското класно училище в Цариград, като по негова инициатива то става и неделно, а заедно с щипянина Димитър Павлов поддържа неделно училище за децата на гурбетчиите от Македония. Като виден български деец е нападнат от местни гърци. През лятото на 1872 година напуска училището и заминава за Воден, но е принуден да се установи временно в Битоля, от 1873 до 1875 година е учител в Плевен и Лом. В 1875 – 1876 година е книжар в Битоля. Непосредствено преди Руско-турската война е учител в Скопие.

### Дейност след Освобождението
След Освобождението се установява в новоосвободеното Княжество и първоначално е главен учител в Самоков, а по-късно става преподавател в класическата гимназия в София. След това работи в съдебната система на новата държава като помощник-прокурор при Софийския окръжен съд, председател на Кюстендилския окръжен съд (1882), ревизор и началник на отдел в Министерството на правосъдието. След пенсионирането си работи като адвокат по време на управлението на Стефан Стамболов.
В новоосвободена България се занимава активно и с журналистическа дейност. В 1879 година редактира списание „Християнско братско слово“, а в 1883 година е редактор на русофилския вестник „Светлина“. През 80-те и 90-те години пише в „Целокупна България“, „Независимост“, „Народний глас“, „Средец“ и други. Постоянен сътрудник е на радослависткия вестник „Народни права“. В 1884 година става член на настоятелството на Българското благодетелно дружество в Цариград.
Македонски играе активна роля в дейността на македонската емиграция. В 1881 година заедно с Константин Поменов, Димитър К. Оклев, Георги Разлогов основава Българо-македонското благотворително дружество в София, чиято цел е да помага на бедните ученици от Македония и да се отвори българско педагогическо училище в Македония. По-късно участва в много македонски сдружения. В 1889 година, когато Коста Шахов прехвърля своя вестник „Македония“ от Русе в София, Димитър Македонски става негов съдиректор. През декември 1898 и януари 1899 година пътува в Македония и посещава Солун, Битоля и други градове. По време на съдебния процес за заговора на Коста Паница в 1890 година Македонски е арестуван и затворен. В 1891 година след убийството на министър Христо Белчев е отново арестуван, но на 27 май е освободен и на 8 юли обявен за невинен.
В 1892 година Македонски публикува биографии на Георги Динков и Константин Мишайков, както и исторически документи и пише по юридически въпроси. Намесва се в дебатите по установяване на правопис на книжовния език, като защитник на фонетичния правопис. На 27 февруари 1894 година става председател на новооснованото дружество „Татковина“.
След падането на Стамболов Македонски участва в учредяването на Македонския комитет в София през 1895 година. Той е един от малцината, гласували на Първия македонски конгрес непосредствена цел на организацията да бъде присъединяването на Македония към Княжеството, а не автономията на областта. Избран е от конгреса за член съветник на Македонския комитет.
В периода 1894 – 1895 година Македонски издава вестник „Съгласие“, който защитава позициите на Върховния комитет. В „Съгласие“ Македонски публикува и спомените си като подлистник. Пише във вестник „Светлина“.

### Убийство
Към средата на 1897 година заминава за Цариград, за да поеме редактирането на екзархийския орган „Новини“. Димитър Македонски става жертва на политическите борби между Екзархията, Върховния комитет и ВМОРО. Като главен редактор на „Новини“ публикува информация, свързана с Винишката афера. Поради това вестникът е спрян, а на 21 февруари 1898 година той е застрелян в квартирата си от Евтим Гещаков, член на Цариградския комитет на ВМОРО, пазач на българската болница в Цариград. Като български поданик Гещаков е екстрадиран в България и при разпита си от Варненския околийски управител той заявява, че извършил убийството, защото Димитър Македонски неправилно отразявал положението на българите в Македония по страниците на вестника.
Българският дипломат в Солун Атанас Шопов пише на министър-председателя Константин Стоилов по повод убийството:
| „ | Убийството на Македонски направи много лошо впечатление тук... Македонски в последно време страшно се мразеше от тая Организация [ВМОРО], най-вече след обнародването в „Новини“ статията по скопските работи... Същия ден, когато дойде известието за убийството на Македонски в хотела Бошнак хан в Солун, в №10, се събрали: Груев, Батанджиев, общински секретар, Х. Николов, книжар и Матов, директор в Скопие, който последните дни се намерваше в Солун – всички съставляющи част от началството на тукашната Организация – и гуляли в чест на убиванието на покойния. Влел при тях съдържателят на хотела Васил Мончев, те му предложили един коняк и Х. Николов казал: „Пий, нека червеите ядат мозъка на Македонски“. В. Мончев се докачил и започнал да ги ругае... Убийството било решено от комитета в София и било заповядано на Цариградския комитет да се тури в действие... Предполагат, че убийството на Македонски е станало, за да се сплашат чиновниците на Екзархията да не препятствуват на целите им в Македония: да назначават за учители хора, които поиска Организацията. Македонски беше лош дух за тях, защото не се съглашаваше от поведението им, подкопаваше влиянието им в Цариградското агентство, а главно, приближаваше да отклони от влиянието им ресенците градинари, с които главно си служи Организацията. | “ |

Македонски е автор на редица статии по обществени проблеми. Превежда книги и статии от гръцки, италиански и френски – в 1873 година превежда от книгата на Луи Леже „Славянският свят“ частта, посветена на българите, българския език и литература. В 1872 година Васил Чолаков публикува в сборника си и песни, събрани от Димитър Македонски.